# Life with Father
Life with Father (literalmente en español, «(La) vida con (mi) padre» o «(La) vida con papá») es una obra de teatro de 1939 de Howard Lindsay y Russel Crouse, adaptada de un libro autobiográfico humorístico de historias compilado en 1935 por Clarence Day. La producción de Broadway tuvo una duración de 3224 funciones durante 401 semanas para convertirse en la obra no musical de mayor duración en Broadway, un récord que aún conserva. La obra fue adaptada a un largometraje de 1947 y una serie de televisión.

## Libro
Clarence Day escribió con humor sobre su familia y su vida. Las historias de su padre Clarence «Clare» Day se imprimieron por primera vez en The New Yorker. Representan a un corredor de Wall Street revoltoso y sobrecargado que exige que todo lo de su familia sea así. Cuanto más critica a su personal, su cocinera, su esposa, su caballo, los vendedores, las vacaciones, sus hijos y la incapacidad del mundo para vivir a la altura de sus estándares imposibles, más cómico y adorable se vuelve para su propia familia que lo ama a pesar de todo. Publicado por primera vez en 1936, poco después de su muerte, el libro de Day es una imagen de la vida familiar de la clase media alta en Nueva York en la década de 1890. Las historias están llenas de afectuosa ironía. El estilo sobrio y práctico de Day subraya la comedia en situaciones cotidianas.

## Producción
La producción de Broadway de 1939 duró más de siete años para convertirse en la obra no musical de mayor duración en Broadway, un récord que aún conserva. También ostentaba el título de la obra de Broadway de mayor duración de todos los tiempos desde 1947 hasta 1972. Se estrenó en el Empire Theatre el 8 de noviembre de 1939 y permaneció en ese teatro hasta el 8 de septiembre de 1945. Luego se trasladó al Bijou Theatre donde estuvo en escena hasta el 15 de junio de 1947, terminando su trayectoria en el Alvin Theatre el 12 de julio de 1947 con un total combinado de 3224 representaciones. La obra fue producida por Oscar Serlin, puesta en escena por Bretaigne Windust, con escenario y vestuario de Stewart Chaney. Fue protagonizada por Howard Lindsay, su esposa Dorothy Stickney y Teresa Wright.

### Reparto
- Katherine Bard como Annie.
- Dorothy Stickney como Lavinia «Vinnie» Day.
- John Drew Devereaux como Clarence Day Jr.
- Richard Simon como John Day.
- Raymond Roe como Whitney Day.
- Larry Robinson como Harlan Day.
- Howard Lindsay como Padre (Clarence «Clare» Day Sr.)
- Dorothy Bernard como Margaret.
- Ruth Hammond como Cora.
- Teresa Wright como Mary Skinner.
- Richard Sterling como el reverendo Dr. Lloyd.
- Portia Morrow como Delia.
- Nellie Burt como Nora.
- A. H. Van Buren como Dr. Humphreys.
- John C. King como Dr. Somers.
- Timothy Kearse como Maggie.

## Producciones posteriores
Simultáneamente con la producción de Broadway, los productores enviaron 11 compañías de gira que actuaron en 214 ciudades. Los derechos de aficionados a Life with Father se publicaron en 1948, y al año siguiente se produjeron 187 producciones de la obra, incluida una producción en Theatre in the Round Players que incluyó consultas con Warner Bros. sobre la puesta en escena.
En 1953, The Ford 50th Anniversary Show, transmitido en vivo por las cadenas de televisión CBS y NBC, abrió con Oscar Hammerstein II presentando una escena de la obra con los miembros originales del reparto, Howard Lindsay y Dorothy Stickney. El espectáculo atrajo a una audiencia de 60 millones de espectadores. Cuarenta años después de la transmisión, el crítico de televisión Tom Shales recordó la transmisión como «un hito en la televisión» y «un hito en la vida cultural de los años 50».
La única nueva puesta en escena importante de Nueva York ocurrió en 1967 en una edición limitada en City Center, protagonizada por Leon Ames y Dorothy Stickney. El crítico Vincent Canby calificó el renacimiento como «una bonita y pintoresca postal». Aunque las nuevas puestas en escena profesionales ahora son raras, Life with Father continúa siendo producida por compañías amateur como el American Century Theatre en Virginia (2009) y Victorian Players en Ohio (2014).

## Recepción de la crítica
El crítico del The New York Times, Brooks Atkinson escribió en su reseña: «Tarde o temprano todos tendrán que ver Life with Father, que se estrenó en el Empire anoche. Porque los bocetos sumamente divertidos del difunto Clarence Day de su despótico padre ahora se han traducido en una comedia perfecta de Howard Lindsay y Russel Crouse, y debe ser considerada un puerto auténtico de nuestro folclore estadounidense». Cuando Life with Father superó a Tobacco Road como la obra de Broadway de mayor duración, Elliot Norton del Boston Post celebró la obra como «cálidamente humana y cordialmente cómica y completamente inofensiva», restaurando así su fe en el público que va al teatro. El erudito contemporáneo Jordan Schildcrout describe Life with Father como «una comedia en la que los personajes desafían y finalmente derrotan a una figura de autoridad», lo que permite que la obra apele a la nostalgia de tiempos más conservadores, al tiempo que encuentra placer en la suave subversión y el antiautoritarismo.

## Adaptaciones

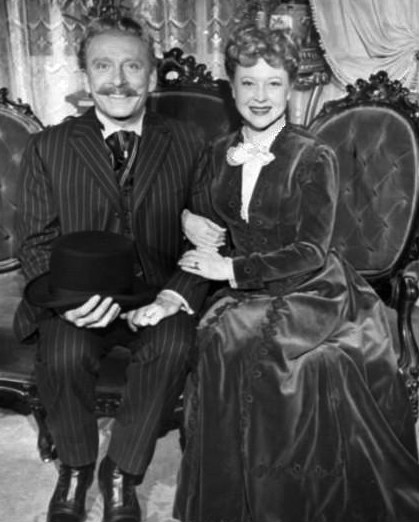
Leon Ames y Lurene Tuttle en la versión televisiva, 1954.

Life with Father fue adaptada para la radio el 6 de noviembre de 1938 en The Mercury Theatre on the Air de CBS Radio. El reparto incluía a Orson Welles (el padre), Mildred Natwick (la madre), Mary Wickes (la directora de la oficina de empleo), Alice Frost (Margaret) y Arthur Anderson (el joven Clarence Day).
La adaptación teatral de Life With Father se convirtió en una película en 1947, dirigida por Michael Curtiz y protagonizada por William Powell e Irene Dunne como Clarence y su esposa, con un elenco de apoyo que incluyó a Elizabeth Taylor, Edmund Gwenn, ZaSu Pitts, Jimmy Lydon y Martin Milner. Seis años más tarde, la película se adaptó a una serie de televisión, protagonizada por Leon Ames y Lurene Tuttle, que se desarrolló desde noviembre de 1953 hasta julio de 1955 en la cadena de televisión CBS. La serie fue el primer programa en color en vivo para la televisión en red que se originó en Hollywood. La película (no la serie) y su audio pasaron al dominio público en 1975.